# ランプロアイト
ランプロアイト(英: Lamproite)とは、超塩基性岩に分類される半深成岩である。ランプロアイトは地球上に広く分布しているものの、その量はあまり多くない。

## 概要

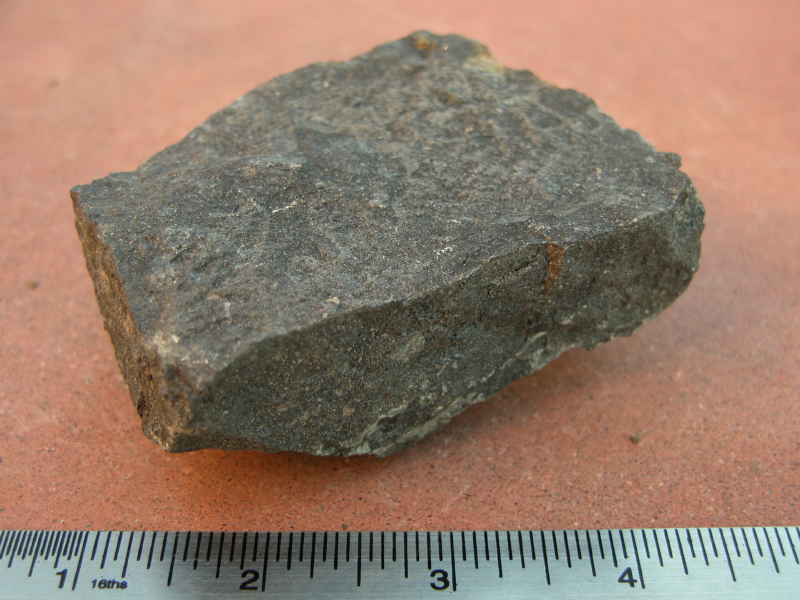
ランプロアイト

ランプロアイトの火山学は多様であり、ダイアトリームスタイルとスコリア丘スタイルの2つが有名である。
ランプロアイトは、150 kmを超える深さで部分的に溶けたマントルから形成される。溶融物は火道の表面に押し出され、ダイヤモンドの形成が安定するハルズバーガイトのかんらん岩やエクロジャイトのマントル領域からの捕獲岩とダイヤモンドを作る。
南極のガウスバーグにあるランプロアイトや鉛鉛同位体の地球科学などの最近の研究により、ランプロアイトのソースは、リソスフェアマントルの底に閉じ込められた沈み込んだリソスフェアの遷移帯メルトである可能性があることが明らかになっている。

## 鉱物学
ランプロアイトは、希少なシリカ欠乏鉱物種と希少なマントル由来の鉱物が優勢である。岩にはカリウムが多く、6〜8％の酸化カリウムが含まれている。

## 経済的価値
ランプロアイトの経済的価値は、エレンデールE4およびE9ランプロアイトパイプの発見と、1979年に西オーストラリアでのアーガイルダイヤモンドパイプの発見で知られるようになった。
この発見により、世界中で知られている他のランプロアイトの発生に関する徹底的な調査と再評価が行われた。
アーガイルダイヤモンド鉱山は、ランプロアイトダイヤモンドの唯一の経済的に実行可能な供給源である。この鉱床は、ダイヤモンドの含有量が高いがほとんどの石の品質が低いという点で著しく異なる。アーガイルダイヤモンドでの調査では、ほとんどの石がEタイプであることが示されている。それらはエクロジャイトの根源岩に由来し、約1400 ℃の高温下で形成された。
また、かんらん石ランプロアイト火砕岩や岩脈がダイヤモンドのホストになることがある。ダイヤモンドは、ランプロアイトダイアピリック貫入によって表面または浅い深さまで運ばれた異種結晶として発生する。
また、アーガイルダイヤモンド鉱山は、珍しいピンクダイヤモンドの主な産地でもある。

## 変種
| 歴史的名称         | 歴史的名称 | 現代の分類                                            |
| 和訳               | 英語       | 現代の分類                                            |
| ワイオミナイト     | Wyomingite | 透輝石-白雲母-金雲母ランプロアイト                    |
| オレンダナイト     | Orendite   | 透輝石-サニジン-フィオゴパイトランプロイト            |
| Madupite           | Madupite   | 透輝石madupiticランプロイト                           |
| セドリサイト       | Cedricite  | 透輝石-白閃石ランプロアイト                           |
| マミライト         | Mamilite   | リューサイト・リヒテライト・ランプロイト              |
| ウォルギダイト     | Wolgidite  | 透輝石-リューサイト-リヒテライトmadupiticランプロイト |
| フィッツロイヤイト | Fitzroyite | 白雲母-金雲母ランプロアイト                           |
| ベリテ             | Verite     | ヒアロ-かんらん石-透輝石-金雲母ランプロイト           |
| ジュミライト       | Jumillite  | かんらん石-透輝石-リヒテライトmadupiticランプロイト   |
| フォーチュンライト | Fortunite  | ヒアロエンスタタイト金雲母ランプロアイト              |
| カンカライト       | Cancalite  | エンスタタイト-サニジン-金雲母ランプロアイト          |